# 阿列克谢·希巴耶夫
阿列克谢·伊万诺维奇·什巴耶夫（俄语：Алексе́й Ива́нович Шиба́ев，1915年2月21日—1991年7月23日）苏共萨拉托夫地区委员会第一书记，原全苏工会中央理事会主席。

## 生平
阿列克谢·伊万诺维奇·什巴耶夫出生于下诺夫哥罗德州斯帕斯科耶區马斯洛夫卡村；1940年，他毕业于高尔基国立大学（现名下诺夫哥罗德国立大学）；1961年至1986年任苏共中央委员；1976至1982年，担任全苏工会中央理事会主席；1982至1985年担任苏联航空工业部副部长。